# Hongaars handbalteam (vrouwen)
Het Hongaars handbalteam is het nationale team van Hongarije voor vrouwen. Het team vertegenwoordigt de Magyar Kézilabda-szövetség.

## Resultaten

### Olympische Spelen
| Olympische Spelen | Olympische Spelen   | Olympische Spelen   | Olympische Spelen   | Olympische Spelen   | Olympische Spelen   | Olympische Spelen   | Olympische Spelen   | Olympische Spelen   |
| Jaar (teams)      | Resultaat           | Wed                 | W                   | G                   | V                   | DV                  | DT                  | DS                  |
| ----------------- | ------------------- | ------------------- | ------------------- | ------------------- | ------------------- | ------------------- | ------------------- | ------------------- |
| 1976 (6)          | 3de                 | 5                   | 3                   | 1                   | 1                   | 85                  | 55                  | +30                 |
| 1980 (6)          | 4de                 | 5                   | 1                   | 1                   | 3                   | 80                  | 74                  | +6                  |
| 1984 (6)          | Niet deelgenomen    | Niet deelgenomen    | Niet deelgenomen    | Niet deelgenomen    | Niet deelgenomen    | Niet deelgenomen    | Niet deelgenomen    | Niet deelgenomen    |
| 1988 (8)          | Niet gekwalifcieerd | Niet gekwalifcieerd | Niet gekwalifcieerd | Niet gekwalifcieerd | Niet gekwalifcieerd | Niet gekwalifcieerd | Niet gekwalifcieerd | Niet gekwalifcieerd |
| 1992 (8)          | Niet gekwalifcieerd | Niet gekwalifcieerd | Niet gekwalifcieerd | Niet gekwalifcieerd | Niet gekwalifcieerd | Niet gekwalifcieerd | Niet gekwalifcieerd | Niet gekwalifcieerd |
| 1996 (8)          | 3de                 | 5                   | 3                   | 0                   | 2                   | 126                 | 127                 | −1                  |
| 2000 (10)         | 2de                 | 7                   | 4                   | 1                   | 2                   | 202                 | 187                 | +15                 |
| 2004 (10)         | 5de                 | 7                   | 5                   | 1                   | 1                   | 215                 | 178                 | +37                 |
| 2008 (12)         | 4de                 | 8                   | 3                   | 1                   | 4                   | 211                 | 227                 | −16                 |
| 2012 (12)         | Niet gekwalificeerd | Niet gekwalificeerd | Niet gekwalificeerd | Niet gekwalificeerd | Niet gekwalificeerd | Niet gekwalificeerd | Niet gekwalificeerd | Niet gekwalificeerd |
| 2016 (12)         | Niet gekwalificeerd | Niet gekwalificeerd | Niet gekwalificeerd | Niet gekwalificeerd | Niet gekwalificeerd | Niet gekwalificeerd | Niet gekwalificeerd | Niet gekwalificeerd |
| 2020 (12)         | 7de                 | 6                   | 2                   | 0                   | 4                   | 164                 | 175                 | −11                 |
| Totaal            | 7/12                | 43                  | 21                  | 5                   | 17                  | 1.083               | 1.023               | +60                 |

 Kampioenen   Runners-up   Derde plaats   Vierde plaats

### Wereldkampioenschap
| Wereldkampioenschap | Wereldkampioenschap | Wereldkampioenschap | Wereldkampioenschap | Wereldkampioenschap | Wereldkampioenschap | Wereldkampioenschap | Wereldkampioenschap | Wereldkampioenschap |
| Jaar                | Resultaat           | Wed                 | W                   | G                   | V                   | DV                  | DT                  | DS                  |
| ------------------- | ------------------- | ------------------- | ------------------- | ------------------- | ------------------- | ------------------- | ------------------- | ------------------- |
| 1957                | 2de                 | 5                   | 2                   | 1                   | 2                   | 29                  | 26                  | +3                  |
| 1962                | 5de                 | 5                   | 2                   | 0                   | 3                   | 45                  | 41                  | +4                  |
| 1965                | 1ste                | 4                   | 4                   | 0                   | 0                   | 36                  | 18                  | +18                 |
| 1971                | 3de                 | 5                   | 3                   | 0                   | 2                   | 50                  | 45                  | +5                  |
| 1973                | 4de                 | 5                   | 3                   | 0                   | 2                   | 67                  | 49                  | +18                 |
| 1975                | 3de                 | 7                   | 5                   | 0                   | 2                   | 97                  | 61                  | +36                 |
| 1978                | 3de                 | 7                   | 5                   | 0                   | 2                   | 108                 | 95                  | +13                 |
| 1982                | 2de                 | 7                   | 5                   | 1                   | 1                   | 145                 | 111                 | +34                 |
| 1986                | 8ste                | 7                   | 3                   | 1                   | 3                   | 140                 | 123                 | +17                 |
| 1990                | Niet gekwalificeerd | Niet gekwalificeerd | Niet gekwalificeerd | Niet gekwalificeerd | Niet gekwalificeerd | Niet gekwalificeerd | Niet gekwalificeerd | Niet gekwalificeerd |
| 1993                | 7de                 | 7                   | 3                   | 1                   | 3                   | 158                 | 157                 | +1                  |
| 1995                | 2de                 | 8                   | 7                   | 0                   | 1                   | 196                 | 153                 | +43                 |
| 1997                | 9de                 | 6                   | 4                   | 0                   | 2                   | 181                 | 132                 | +44                 |
| 1999                | 5de                 | 9                   | 8                   | 0                   | 1                   | 296                 | 203                 | +93                 |
| 2001                | 6de                 | 9                   | 6                   | 0                   | 3                   | 255                 | 234                 | +21                 |
| 2003                | 2de                 | 10                  | 7                   | 1                   | 2                   | 329                 | 273                 | +56                 |
| 2005                | 3de                 | 10                  | 7                   | 1                   | 2                   | 328                 | 254                 | +74                 |
| 2007                | 8ste                | 10                  | 4                   | 2                   | 4                   | 310                 | 300                 | +10                 |
| 2009                | 9de                 | 9                   | 5                   | 2                   | 2                   | 275                 | 225                 | +50                 |
| 2011                | Niet gekwalificeerd | Niet gekwalificeerd | Niet gekwalificeerd | Niet gekwalificeerd | Niet gekwalificeerd | Niet gekwalificeerd | Niet gekwalificeerd | Niet gekwalificeerd |
| 2013                | 8ste                | 7                   | 4                   | 0                   | 3                   | 192                 | 166                 | +26                 |
| 2015                | 11de                | 6                   | 4                   | 0                   | 2                   | 165                 | 152                 | +13                 |
| 2017                | 15de                | 6                   | 3                   | 0                   | 3                   | 164                 | 156                 | +8                  |
| 2019                | 14de                | 7                   | 3                   | 0                   | 4                   | 200                 | 169                 | +31                 |
| 2021                | 10de                | 6                   | 4                   | 0                   | 2                   | 175                 | 162                 | +13                 |
| Totaal              | 23/25               | 162                 | 101                 | 10                  | 51                  | 3.941               | 3.307               | +634                |

 Kampioenen   Runners-up   Derde plaats   Vierde plaats

### Europees kampioenschap
| Europees kampioenschap | Europees kampioenschap                   | Europees kampioenschap                   | Europees kampioenschap                   | Europees kampioenschap                   | Europees kampioenschap                   | Europees kampioenschap                   | Europees kampioenschap                   | Europees kampioenschap                   | Europees kampioenschap                   |
| Jaar (teams)           | Resultaat                                | Wed                                      | W                                        | G                                        | V                                        | DV                                       | DT                                       | DS                                       | Kwal                                     |
| ---------------------- | ---------------------------------------- | ---------------------------------------- | ---------------------------------------- | ---------------------------------------- | ---------------------------------------- | ---------------------------------------- | ---------------------------------------- | ---------------------------------------- | ---------------------------------------- |
| 1994 (12)              | 4de                                      | 7                                        | 3                                        | 1                                        | 3                                        | 163                                      | 160                                      | +3                                       | (Kwal.)                                  |
| 1996 (12)              | 10de                                     | 6                                        | 1                                        | 0                                        | 5                                        | 131                                      | 154                                      | −23                                      | (Kwal.)                                  |
| 1998 (12)              | 3de                                      | 7                                        | 5                                        | 0                                        | 2                                        | 175                                      | 161                                      | +14                                      | (Kwal.)                                  |
| 2000 (12)              | 1ste                                     | 7                                        | 6                                        | 1                                        | 0                                        | 216                                      | 169                                      | +47                                      | (Kwal.)                                  |
| 2002 (16)              | 5de                                      | 7                                        | 5                                        | 0                                        | 2                                        | 223                                      | 204                                      | +19                                      | (EK 2000)                                |
| 2004 (16)              | 3de                                      | 8                                        | 6                                        | 0                                        | 2                                        | 236                                      | 217                                      | +19                                      | (Gastland)                               |
| 2006 (16)              | 5de                                      | 7                                        | 5                                        | 0                                        | 2                                        | 234                                      | 186                                      | +48                                      | (EK 2004)                                |
| 2008 (16)              | 8ste                                     | 6                                        | 2                                        | 1                                        | 3                                        | 143                                      | 160                                      | −17                                      | (EK 2006)                                |
| 2010 (16)              | 10de                                     | 6                                        | 3                                        | 0                                        | 3                                        | 126                                      | 147                                      | −21                                      | (Kwal.)                                  |
| 2012 (16)              | 3de                                      | 8                                        | 4                                        | 0                                        | 4                                        | 219                                      | 226                                      | −7                                       | (Kwal.)                                  |
| 2014 (16)              | 6de                                      | 7                                        | 3                                        | 1                                        | 3                                        | 178                                      | 172                                      | +6                                       | (Gastland)                               |
| 2016 (16)              | 12de                                     | 6                                        | 1                                        | 1                                        | 4                                        | 132                                      | 143                                      | −11                                      | (Kwal.)                                  |
| 2018 (16)              | 7de                                      | 6                                        | 4                                        | 0                                        | 2                                        | 163                                      | 164                                      | –1                                       | (Kwal.)                                  |
| 2020 (16)              | 10de                                     | 6                                        | 2                                        | 0                                        | 4                                        | 156                                      | 166                                      | –10                                      | (Kwal.)                                  |
| 2022 (16)              | 11de                                     | 6                                        | 2                                        | 0                                        | 4                                        | 154                                      | 164                                      | -10                                      | (Kwal.)                                  |
| 2024 (24)              | Gekwalificeerd als een van de gastlanden | Gekwalificeerd als een van de gastlanden | Gekwalificeerd als een van de gastlanden | Gekwalificeerd als een van de gastlanden | Gekwalificeerd als een van de gastlanden | Gekwalificeerd als een van de gastlanden | Gekwalificeerd als een van de gastlanden | Gekwalificeerd als een van de gastlanden | Gekwalificeerd als een van de gastlanden |
| Totaal                 | 15/15                                    | 100                                      | 52                                       | 5                                        | 43                                       | 2.649                                    | 2.593                                    | +56                                      |                                          |

 Kampioenen   Runners-up   Derde plaats   Vierde plaats

### Overige toernooien
- Carpathian Trophy 1970: 3e plaats
- Carpathian Trophy 1971: 2e plaats
- Carpathian Trophy 1981: 3e plaats
- Carpathian Trophy 1984: 2e plaats
- Møbelringen Cup 2003: 2e plaats
- Carpathian Trophy 2011: 3e plaats
- Carpathian Trophy 2012: 2e plaats
- Carpathian Trophy 2016: Winnaar
- Møbelringen Cup 2017: 3e plaats
- Møbelringen Cup 2018: 4e plaats

## Team

### Belangrijke speelsters
IHF wereldhandbalspeler van het jaar
- Erzsébet Kocsis (cirkelloper), 1995
- Bojana Radulović (rechteropbouw), 2000 en 2003
- Anita Kulcsár (cirkelloper), 2004
- Anita Görbicz (middenopbouw), 2005

Meest waardevolle speelster
- Beáta Siti (middenopbouw), Europees kampioenschap 2000

All-Star Team speelsters
- Katalin Szilágyi (rechterhoek), wereldkampioenschap 1995
- Erzsébet Kocsis (cirkelloper), Olympische Zomerspelen 1996
- Dóra Lőwy (linkerhoek), wereldkampioenschap 1999
- Bojana Radulović (rechteropbouw), Olympische Zomerspelen 2000, wereldkampioenschap 2003
- Beatrix Balogh (rechterhoek), wereldkampioenschap 2001
- Anita Görbicz (middenopbouw), wereldkampioenschap 2003, wereldkampioenschap 2005, wereldkampioenschap 2007, wereldkampioenschap 2013
- Ibolya Mehlmann (rechteropbouw), Europees kampioenschap 2006
- Orsolya Vérten (linkerhoek), Olympische Zomerspelen 2008
- Noémi Háfra (linkeropbouw), Europees kampioenschap 2018
- Katrin Klujber (rechterhoek), Europees kampioenschap 2022

Topscoorders
- Ágnes Farkas (linkeropbouw), Europees kampioenschap 2002 (58 goals)
- Bojana Radulović (rechteropbouw), wereldkampioenschap 2003 (97 goals), 2004 Summer Olympics (54 goals), Europees kampioenschap 2004 (72 goals)

Overige belangrijke speelsters
- Katalin Pálinger
- Magda Jóna
- Ildikó Pádár
- Marianna Nagy
- Amália Sterbinszky
- Beatrix Kökény
- Beáta Hoffmann
- Krisztina Pigniczki

### Voorgaande selecties
2022 Europees kampioenschap (11de plaats)
Eszter Tóth, Petra Füzi-Tóvizi, Dorina Korsós, Anna Albek, Melinda Szikora, Kinga Debreczeni-Klivinyi, Gréta Márton, Alexandra Töpfner, Zsófi Szemerey, Noémi Pásztor, Petra Vámos, Katrin Klujber, Gréta Kácsor, Réka Bordás, Csenge Kuczora, Kinga Janurik, Viktória Győri-Lukács, Dóra Hornyák, Bondscoach: Vladimir Golovin
2021 Wereldkampioenschap (10de plaats)
Eszter Tóth, Petra Tóvizi, Anna Albek, Melinda Szikora, Blanka Bíró, Anett Kovács, Gréta Márton, Szimonetta Planéta, Csenge Fodor, Zsófi Szemerey, Petra Vámos, Katrin Klujber, Gréta Kácsor, Noémi Háfra, Réka Bordás, Viktória Lukács, Laura Szabó, Szandra Szöllösi-Zácsik, Bondscoach: Vladimir Golovin
2020 Europees kampioenschap (11de plaats)
Szandra Zácsik, Petra Tóvizi, Nadine Schatzl, Anikó Kovacsics, Melinda Szikora, Blanka Bíró, Gréta Márton, Rita Lakatos, Klára Szekeres, Katrin Klujber, Gréta Kácsor, Noémi Háfra, Dorottya Faluvégi, Eszter Tóth, Viktória Lukács, Fanny Helembai, Zsuzsanna Tomori, Bondscoach: Gábor Danyi & Gábor Elek
2019 Wereldkampioenschap (14de plaats)
Ágnes Triffa, Petra Tóvizi, Nadine Schatzl, Anikó Kovacsics, Katrin Klujber|, Blanka Bíró, Gréta Márton, Éva Kiss, Nikolett Kiss, Anna Kovács, Petra Vámos, Noémi Háfra, Dorottya Faluvégi, Noémi Pásztor, Viktória Lukács, Laura Szabó, Zsuzsanna Tomori, Gabriella Tóth,  Bondscoach: Kim Rasmussen
2018 Europees kampioenschap (7de plaats)
Blanka Bíró, Noémi Háfra, Anita Kazai, Éva Kiss, Anikó Kovacsics, Anna Kovács, Rita Lakatos, Viktória Lukács, Rea Mészáros, Adrienn Orbán, Barbara Pálos-Bognár, Szimonetta Planéta, Nadine Schatzl, Laura Szabó, Babett Szalai, Gabriella Tóth, Petra Tóvizi. Bondscoach: Kim Rasmussen
2017 Wereldkampioenschap (15de plaats)
Blanka Bíró, Bernadett Bódi, Anita Görbicz, Noémi Háfra, Kinga Janurik, Anett Kisfaludy, Kinga Klivinyi, Anikó Kovacsics, Anna Kovács, Viktória Lukács, Szabina Mayer, Rea Mészáros, Nadine Schatzl, Klára Szekeres, Szandra Szöllősi-Zácsik, Zita Szucsánszki, Gabriella Tóth. Bondscoach: Kim Rasmussen
2016 Europees kampioenschap (12de plaats)
Bernadett Bódi, Luca Dombi, Ildikó Erdősi, Anita Görbicz, Dóra Hornyák, Kinga Janurik, Anett Kisfaludy, Éva Kiss, Kinga Klivinyi, Anna Kovács, Viktória Lukács, Rea Mészáros, Szimonetta Planéta, Nadine Schatzl, Klára Szekeres, Melinda Szikora, Krisztina Triscsuk. Bondscoach: Kim Rasmussen
2015 Wereldkampioenschap (11de plaats)
Blanka Bíró, Bernadett Bódi, Anita Bulath, Ildikó Erdősi, Anita Görbicz, Dóra Hornyák, Éva Kiss, Anikó Kovacsics, Mónika Kovacsicz, Szabina Mayer, Szimonetta Planéta, Piroska Szamoránszky, Klára Szekeres, Zita Szucsánszki, Zsuzsanna Tomori, Krisztina Triscsuk, Szandra Zácsik. Bondscoach: András Németh
2014 Europees kampioenschap (6de plaats)
Blanka Bíró, Bernadett Bódi, Anita Bulath, Ildikó Erdősi, Orsolya Herr, Kinga Klivinyi, Anikó Kovacsics, Mónika Kovacsicz, Szabina Mayer, Rea Mészáros, Szimonetta Planéta, Piroska Szamoránszky, Zita Szucsánszki, Bernadett Temes, Zsuzsanna Tomori, Gabriella Tóth, Krisztina Triscsuk. Bondscoach: András Németh
2013 Wereldkampioenschap (8ste plaats)
Bernadett Bódi, Anita Bulath, Anita Cifra, Anita Görbicz, Orsolya Herr, Éva Kiss, Anikó Kovacsics, Mónika Kovacsicz, Viktória Rédei Soós, Piroska Szamoránszky, Klára Szekeres, Zita Szucsánszki, Zsuzsanna Tomori, Krisztina Triscsuk, Orsolya Vérten, Melinda Vincze, Szandra Zácsik. Bondscoach: János Hajdu
2012 Europees kampioenschap (3de plaats)
Bernadett Bódi, Anita Bulath, Anita Görbicz, Orsolya Herr, Éva Kiss, Kinga Klivinyi, Anikó Kovacsics, Mónika Kovacsicz, Viktória Rédei Soós, Valéria Szabó, Piroska Szamoránsky, Klára Szekeres, Zita Szucsánszki, Zsuzsanna Tomori, Krisztina Triscsuk, Orsolya Vérten, Melinda Vincze. Bondscoach: Karl Erik Bøhn
2010 Europees kampioenschap (10de plaats)
Szilvia Ábrahám, Bernadett Bódi, Anita Bulath, Orsolya Herr, Anikó Kovacsics, Mónika Kovacsicz, Katalin Pálinger, Anett Sopronyi, Valéria Szabó, Piroska Szamoránsky, Klára Szekeres, Zita Szucsánszki, Bernadett Temes, Zsuzsanna Tomori, Tímea Tóth, Orsolya Vérten, Melinda Vincze. Bondscoach: Eszter Mátéfi
2009 Wereldkampioenschap (9de plaats)
Bernadett Bódi, Anita Bulath, Orsolya Herr, Gabriella Juhász, Anikó Kovacsics, Adrienn Orbán, Melinda Pastrovics, Valéria Szabó, Klára Szekeres, Zita Szucsánszki, Zsuzsanna Tomori, Katalin Tóth, Tímea Tóth, Ágnes Triffa, Orsolya Vérten, Szandra Zácsik. Bondscoach: Eszter Mátéfi
2008 Europees kampioenschap (8ste plaats)
Barbara Balogh, Bernadett Bódi, Anita Bulath, Anita Görbicz, Orsolya Herr, Ágnes Hornyák, Mónika Kovacsicz, Katalin Pálinger, Melinda Pastrovics, Anett Sopronyi, Piroska Szamoránsky, Gabriella Szűcs, Zita Szucsánszki, Zsuzsanna Tomori, Orsolya Vérten, Melinda Vincze. Bondscoach: Vilmos Imre
2008 Olympische Zomerspelen (4de plaats)
Bernadett Bódi, Rita Borbás, Bernadett Ferling, Anita Görbicz, Orsolya Herr, Ágnes Hornyák, Mónika Kovacsicz, Katalin Pálinger, Krisztina Pigniczki, Piroska Szamoránsky, Gabriella Szűcs, Zsuzsanna Tomori, Tímea Tóth, Orsolya Vérten. Bondscoach: János Hajdu
2007 Wereldkampioenschap (8ste plaats)
Beatrix Balogh, Rita Borbás, Bernadett Ferling, Anita Görbicz, Orsolya Herr, Ágnes Hornyák, Erika Kirsner, Mónika Kovacsicz, Ibolya Mehlmann, Katalin Pálinger, Piroska Szamoránsky, Gabriella Szűcs, Zita Szucsánszki, Zsuzsanna Tomori, Tímea Tóth, Orsolya Vérten. Bondscoach: András Németh
2006 Europees kampioenschap (5de plaats)
Beatrix Balogh, Rita Borbás, Zsanett Borbély, Bernadett Ferling, Anita Görbicz, Orsolya Herr, Ágnes Hornyák, Erika Kirsner, Mónika Kovacsicz, Ibolya Mehlmann, Katalin Pálinger, Eszter Siti, Piroska Szamoránsky, Gabriella Szűcs, Tímea Tóth, Orsolya Vérten. Bondscoach: András Németh
2005 Wereldkampioenschap (3de plaats)
Beatrix Balogh, Rita Borbás, Bernadett Ferling, Anita Görbicz, Ágnes Hornyák, Fanni Kenyeres, Gabriella Kindl, Mónika Kovacsicz, Ibolya Mehlmann, Cecília Őri, Katalin Pálinger, Eszter Siti, Tímea Sugár, Gabriella Szűcs, Tímea Tóth, Orsolya Vérten. Bondscoach: András Németh
2004 Europees kampioenschap (3de plaats)
Beatrix Balogh, Beáta Bohus, Bernadett Ferling, Anita Görbicz, Gabriella Kindl, Anita Kulcsár, Zsuzsanna Lovász, Ibolya Mehlmann, Ivett Nagy, Katalin Pálinger, Krisztina Pigniczki, Bojana Radulovics, Irina Sirina, Eszter Siti, Gabriella Szűcs, Tímea Tóth. Bondscoach: Szilárd Kiss
2004 Olympische Zomerspelen (5de plaats)
Beáta Bohus, Ágnes Farkas, Bernadett Ferling, Anita Görbicz, Erika Kirsner, Anita Kulcsár, Zsuzsanna Lovász, Ibolya Mehlmann, Katalin Pálinger, Zsuzsanna Pálffy, Krisztina Pigniczki, Bojana Radulovics, Irina Sirina, Eszter Siti, Tímea Tóth. Bondscoach: Lajos Mocsai
2003 Wereldkampioenschap (2de plaats)
Beáta Bohus, Ágnes Farkas, Bernadett Ferling, Anita Görbicz, Erika Kirsner, Anita Kulcsár, Zsuzsanna Lovász, Ibolya Mehlmann, Katalin Pálinger, Krisztina Pigniczki, Bojana Radulovics, Eszter Siti, Irina Sirina, Tímea Sugár, Hortenzia Szrnka, Tímea Tóth. Bondscoach: Lajos Mocsai
2002 Europees kampioenschap (5de plaats)
Beatrix Balogh, Ágnes Farkas, Anita Görbicz, Erika Kirsner, Anita Kulcsár, Zsuzsanna Lovász, Ibolya Mehlmann, Helga Németh, Ildikó Pádár, Katalin Pálinger, Krisztina Pigniczki, Eszter Siti, Tímea Sugár, Hortenzia Szrnka, Tímea Tóth, Orsolya Vérten. Bondscoach: Lajos Mocsai
2001 Wereldkampioenschap (6de plaats)
Beatrix Balogh, Rita Borók, Rita Deli, Andrea Farkas, Ágnes Farkas, Gabriella Kindl, Erika Kirsner, Anita Kulcsár, Ildikó Pádár, Zsuzsanna Pálffy, Katalin Pálinger, Krisztina Pigniczki, Bojana Radulovics, Beáta Siti, Eszter Siti, Tímea Sugár. Bondscoach: Lajos Mocsai
2000 Europees kampioenschap (Winnaar)
Nikolett Brigovácz, Ágnes Farkas, Anikó Kántor, Gabriella Kindl, Erika Kirsner, Beatrix Kökény, Anita Kulcsár, Krisztina Nagy, Ildikó Pádár, Katalin Pálinger, Zsuzsanna Pálffy, Krisztina Pigniczki, Judit Simics, Beáta Siti, Eszter Siti, Tímea Sugár. Bondscoach: Lajos Mocsai
2000 Olympische Zomerspelen (2de plaats)
Beatrix Balogh, Rita Deli, Ágnes Farkas, Andrea Farkas, Anikó Kántor, Beatrix Kökény, Anita Kulcsár, Dóra Lőwy, Anikó Nagy, Ildikó Pádár, Katalin Pálinger, Krisztina Pigniczki, Bojana Radulovics, Judit Simics, Beáta Siti. Bondscoach: Lajos Mocsai
1999 Wereldkampioenschap (5de plaats)
Beatrix Balogh, Nikolett Brigovácz, Rita Deli, Andrea Farkas, Ágnes Farkas, Anikó Kántor, Beatrix Kökény, Anita Kulcsár, Dóra Lőwy, Anikó Nagy, Ildikó Pádár, Katalin Pálinger, Krisztina Pigniczki, Judit Simics, Beáta Siti, Gabriella Takács. Bondscoach: Lajos Mocsai
1998 Europees kampioenschap (3de plaats)
Beatrix Balogh, Rita Deli, Ágnes Farkas, Andrea Farkas, Anikó Kántor, Beatrix Kökény, Anita Kulcsár, Anikó Meksz, Anikó Nagy, Helga Németh, Ildikó Pádár, Katalin Pálinger, Krisztina Pigniczki, Judit Simics, Beáta Siti, Gabriella Takács. Bondscoach: Lajos Mocsai
1997 Wereldkampioenschap (9de plaats)
Beatrix Balogh, Rita Borók, Rita Deli, Éva Erdős, Andrea Farkas, Ágnes Farkas, Anikó Kántor, Fanni Kenyeres, Anita Kulcsár, Anikó Meksz, Helga Németh, Ildikó Pádár, Katalin Pálinger, Zsófia Pásztor, Melinda Szabó, Gabriella Takács. Bondscoach: János Csík
1996 Europees kampioenschap (10de plaats)
Beatrix Balogh, Rita Borók, Éva Erdős, Andrea Farkas, Beáta Hoffmann, Klára Kertész, Erzsébet Kocsis, Anita Kulcsár, Eszter Mátéfi, Anikó Meksz, Anikó Nagy, Beáta Siti, Éva Szarka, Gabriella Takács, Beatrix Tóth, Anasztázia Virincsik. Bondscoach: László Laurencz
1996 Olympische Zomerspelen (3de plaats)
Éva Erdős, Andrea Farkas, Beáta Hoffmann, Anikó Kántor, Erzsébet Kocsis, Beatrix Kökény, Eszter Mátéfi, Auguszta Mátyás, Anikó Meksz, Anikó Nagy, Helga Németh, Ildikó Pádár, Beáta Siti, Anna Szántó, Katalin Szilágyi, Beatrix Tóth. Bondscoach: László Laurencz
1995 Wereldkampioenschap (2de plaats)
Éva Erdős, Andrea Farkas, Ágnes Farkas, Beáta Hoffmann, Anikó Kántor, Erzsébet Kocsis, Beatrix Kökény, Eszter Mátéfi, Anikó Meksz, Anikó Nagy, Helga Németh, Ildikó Pádár, Beáta Siti, Anna Szántó, Katalin Szilágyi, Beatrix Tóth. Bondscoach: László Laurencz
1994 Europees kampioenschap (4de plaats)
Beatrix Balogh, Edit Csendes, Rita Deli, Ágnes Farkas, Rita Hochrajter, Beáta Hoffmann, Erzsébet Kocsis, Beatrix Kökény, Anikó Meksz, Helga Németh, Ildikó Pádár, Anna Szántó, Brigitta Szopóczy, Beatrix Tóth, Ágota Utasi. Bondscoach: László Laurencz
1993 Wereldkampioenschap (7de plaats)
Erika Csapó, Edit Csendes, Éva Erdős, Ágnes Farkas, Beáta Hoffmann, Erzsébet Kocsis, Beatrix Kökény, Eszter Mátéfi, Anikó Meksz, Helga Németh, Erika Oravecz, Melinda Szabó, Katalin Szilágyi, Brigitta Szopóczy, Ágota Utasi, Márta Varga. Bondscoach: László Laurencz
1986 Wereldkampioenschap (8ste plaats)
Mária Ácsbog, Ildikó Barna, Erika Csapó, Csilla Elekes, Éva Erdős, Marianna Nagy, Erzsébet Németh, Anna György, Éva Kiss, Éva Kovács, Katalin Major, Zsuzsa Nyári, Csilla Orbán, Mariann Rácz, Katalin Szilágyi, Ágota Utasi, Márta Varga. Bondscoach: Zsolt Barabás
1982 Wereldkampioenschap (2de plaats)
Valéria Agocs, Éva Angyal, Ildikó Barna, Klára Bonyhádi, Katalin Gombai, Anna György, Györgyi Győrvári, Klára Horváth, Gabriella Jakab, Marianna Nagy, Erzsébet Németh, Erzsébet Nyári, Zsuzsa Nyári, Mariann Rácz, Amália Sterbinszky, Mária Vanya. Bondscoach: János Csík
1980 Olympische Zomerspelen (4de plaats)
Éva Angyal, Mária Berzsenyi, Klára Bonyhádi, Éva Bozó, Piroska Budai, Györgyi Győrvári, Klára Horváth, Marianna Nagy, Erzsébet Németh, Erzsébet Nyári, Ilona Samus, Amália Sterbinszky, Rozália Tomann, Mária Vanya. Bondscoach: Mihály Lele
1978 Wereldkampioenschap (3de plaats)
Éva Angyal, Mária Berzsenyi, Éva Bozó, Klára Éliás, Györgyi Győrvári, Mária Hajós, Erika Magyar, Ilona Nagy, Marianna Nagy, Erzsébet Németh, Ilona Samus, Amália Sterbinszky, Anikó Szabadfi, Rozália Tomann, Mária Vanya, Krisztina Wohner. Bondscoach: Bódog Török
1976 Olympische Zomerspelen (3de plaats)
Éva Angyal, Mária Berzsenyi, Ágota Bujdosó, Klára Horváth, Ilona Nagy, Marianna Nagy, Erzsébet Németh, Márta Pacsai, Zsuzsanna Pethő, Amália Sterbinszky, Rozália Tomann, Borbála Tóth Harsányi, Katalin Tóth Harsányi, Mária Vanya. Bondscoach: Bódog Török
1975 Wereldkampioenschap (3de plaats)
Éva Angyal, Mária Berzsenyi, Ágota Bujdosó, Klára Horváth, Ilona Nagy, Marianna Nagy, Erzsébet Németh, Márta Pacsai, Zsuzsanna Pethő, Ilona Samus, Amália Sterbinszky, Katalin Tavaszi, Rozália Tomann, Katalin Tóth Harsányi, Mária Vanya, Krisztina Wohner. Bondscoach: Bódog Török
1973 Wereldkampioenschap (4de plaats)
Mária Berzsenyi, Ágota Bujdosó, Márta Giba, Klára Horváth, Piroska Németh, Erzsébet Nyári, Márta Pacsai, Anna Rothermel, Amália Sterbinszky, Katalin Tavaszi, Rozália Tomann, Borbála Tóth Harsányi, Katalin Tóth Harsányi, Mária Vanya. Bondscoach: Bódog Török
1971 Wereldkampioenschap (3de plaats)
Ágnes Babos, Erzsébet Bognár, Ágota Bujdosó, Erzsébet Drozdik, Márta Giba, Klára Horváth, Éva Kovács, Erzsébet Nyári, Mária Polszter, Anna Rothermel, Amália Sterbinszky, Ilona Szabó, Rozália Tomann, Borbála Tóth Harsányi, Katalin Tóth Harsányi. Bondscoach: Bódog Török
1965 Wereldkampioenschap (Winnaar)
Ágnes Babos, Márta Balogh, Erzsébet Bognár, Márta Giba, Ágnes Hanus, Mária Holub, Ilona Ignácz, Magda Jóna, Erzsébet Lengyel, Erzsébet Pásztor, Anna Rothermel, Mária Tóth, Zsuzsanna Varga, Ágnes Végh. Bondscoach: Bódog Török
1962 Wereldkampioenschap (5de plaats)
Éva Arany, Elemérné Bakó, Márta Balogh, Lajosné Cserháti, Béláné Fodor, Ágnes Hanus, Klára Höbenreich, Magda Jóna, Erzsébet Pásztor, Anna Rothermel, Éva Szendi, Judit Szűcs, Mária Tóth,Ilona Urbán, Zsuzsa Varga, Ágnes Végh. Bondscoach: Bódog Török
1957 Wereldkampioenschap (2de plaats)
Éva Arany, Zsuzsa Béres, Borbála Cselőtei, Árpádné Csicsmányi, Katalin Gardó, Ferencné Geszti, Gyuláné Hanczmann, Magda Jóna, Magda Kiss, Aranka Rachel-Segal, Lídia Simonek, Éva Szendi, Mária Vályi, Erika Wéser. Bondscoach: Bódog Török

### Trainers
| Periode      | Bondscoach                  |
| ------------ | --------------------------- |
| 1956 - 1978  | Bódog Török                 |
| 1979 - 1980  | Mihály Lele                 |
| 1980 - 1985  | János Csík                  |
| 1986 - 1987  | Zsolt Barabás               |
| 1988 - 1989  | István Szabó                |
| 1990 - 1996  | László Laurencz             |
| 1997         | János Csík                  |
| 1998         | András Németh / Gyula Zsiga |
| 1998 - 2004  | Lajos Mocsai                |
| 2004         | Szilárd Kiss                |
| 2005 - 2008  | András Németh               |
| 2008         | János Hajdu                 |
| 2008 - 2009  | Vilmos Imre                 |
| 2009 - 2011  | Eszter Mátéfi               |
| 2011 - 2013  | Karl Erik Bøhn              |
| 2013 - 2014  | János Hajdu                 |
| 2014 - 2016  | András Németh               |
| 2016         | Ambros Martín / Gábor Elek  |
| 2016 - heden | Kim Rasmussen               |

### Individuele spelersrecords

#### Meeste interlands
Meeste interlands in officiële wedstrijden.
| # | Speelster            | Interlands | Goals |
| - | -------------------- | ---------- | ----- |
| 1 | Mariann Gódorné Nagy | 281        |       |
| 2 | Éva Erdős            | 270        | 711   |
| 3 | Katalin Pálinger     | 254        | 1     |
| 4 | Beatrix Kökény       | 245        | 542   |
| 5 | Éva Angyal           | 242        |       |
| 5 | Anna György          | 242        |       |
| 7 | Amália Sterbinszky   | 239        |       |
| 8 | Anita Görbicz        | 233        | 1,111 |
| 9 | Sándorné Csajbók     | 230        |       |
| 9 | Józsefné Vadász      | 230        |       |

Bijgewerkt op: 5 juni 2019
Bron: kezitortenelem.hu

#### Meeste doelpunten
Meeste doelpunten in officiële wedstrijden.
| #  | Speelster         | Goals | Interlands | Gemiddeld |
| -- | ----------------- | ----- | ---------- | --------- |
| 1  | Anita Görbicz     | 1.111 | 233        | 4,76      |
| 2  | Ágnes Farkas      | 944   | 206        | 4,58      |
| 3  | Éva Erdős         | 711   | 270        | 2,63      |
| 4  | Katalin Szilágyi  | 627   | 179        | 3,50      |
| 5  | Beatrix Kökény    | 542   | 245        | 2,12      |
| 6  | Helga Németh      | 490   | 142        | 3,45      |
| 7  | Tímea Tóth        | 488   | 155        | 3,14      |
| 8  | Bojana Radulovics | 463   | 69         | 6,71      |
| 9  | Zsuzsanna Tomori  | 428   | 155        | 2,76      |
| 10 | Orsolya Vérten    | 418   | 147        | 2,84      |

Bijgewerkt op: 5 juni 2019
Bron: kezitortenelem.hu